# Hyacint (film)
Hyacint (polsky Hiacynt) je polský hraný film z roku 2021, který režíroval Piotr Domalewski. Film se odehrává ve 2. polovině 80. let v Polsku, kdy tehdejší občanské milice prováděly operaci Hiacynt namířenou proti homosexuálům. Snímek měl světovou premiéru na mezinárodním filmovém festivalu Nové horizonty ve Vratislavi dne 18. srpna 2021. Televize Netflix jej uvedla dne 13. října 2021.

## Děj
Robert je seržantem u policie (občanské milice) a má s kolegou za úkol vyšetřit vraždu. Jedná se o muže, který byl nalezen pobodaný v parku. Vyšetřování ho zavede mezi varšavské homosexuály. Poté, co je vyšetřování bez důkazů uzavřeno, začne pátrat sám a zjistí, že případ má širší souvislosti a je do něj zapletená i bezpečnostní služba.

## Obsazení
| Tomasz Zietek         | Robert           |
| Hubert Milkowski      | Arek             |
| Marek Kalita          | Edward           |
| Adrianna Chlebicka    | Halinka          |
| Tomasz Schuchardt     | Wojtek           |
| Sebastian Stankiewicz | Maciek           |
| Piotr Trojan          | Kamil            |
| Agnieszka Suchora     | Ewa              |
| Tomasz Wlosok         | Tadek            |
| Miroslaw Zbrojewicz   | velitel          |
| Adam Cywka            | profesor Mettler |
| Filip Perkowski       | taxikář          |